# La Ceiba, Huixtla
La Ceiba är en ort i Mexiko.   Den ligger i kommunen Huixtla och delstaten Chiapas, i den sydöstra delen av landet, 900 km sydost om huvudstaden Mexico City. La Ceiba ligger 23 meter över havet och antalet invånare är 176.
Terrängen runt La Ceiba är platt åt sydväst, men åt nordost är den kuperad. Runt La Ceiba är det ganska tätbefolkat, med 108 invånare per kvadratkilometer. Närmaste större samhälle är Huixtla, 8,7 km öster om La Ceiba. Omgivningarna runt La Ceiba är en mosaik av jordbruksmark och naturlig växtlighet.